# Slatinka (Letovice)
Slatinka je malá vesnice, část města Letovice v okrese Blansko. Nachází se asi 3 km na sever od Letovic. Je zde evidováno 35 adres. Trvale zde žije 65 obyvatel.
Slatinka je také název katastrálního území o rozloze 1,66 km2.